# Інтернаціональне (Єсільський район)
Інтернаціона́льне (каз. Интернацинальное) — село у складі Єсільського району Акмолинської області Казахстану. Адміністративний центр Інтернаціонального сільського округу.
Населення — 272 особи (2021; 509 у 2009, 671 у 1999, 1013 у 1989).
Національний склад станом на 1989 рік:
- росіяни — 49 %.

Станом на 1989 рік село називалось селище Інтернаціональний.